# Афанасьев, Сергей Николаевич (политик)
Серге́й Никола́евич Афана́сьев (р. 28 июля 1954, Саратов) — советский и российский политик и юрист, депутат Государственной Думы РФ третьего созыва. Член КПРФ.

## Биография
Родился 28 июля 1954 года в Саратове.
Служил в Советской Армии в 1972—1975 гг. Окончил Саратовский юридический институт в 1980 году. В 1980—1981 годах был на комсомольской работе (секретарь комсомольского комитета Саратовской школы милиции, секретарь Кировского райкома ВЛКСМ Саратова).
В 1981—1991 годах — кадровый партработник (инструктор организационного отдела Кировского райкома КПСС г. Саратова, инструктор, заместитель заведующего организационным отделом Саратовского горкома КПСС).
В 1991—1993 годах занимался юридической деятельностью и был заместителем генерального директора ПО «РОСС». Активный участник восстановления коммунистической партии в регионе. В 1994—1998 годах работал в аппарате председателя Саратовской областной думы консультантом председателя думы, позднее — заведующим секретариатом заместителя председателя областной думы. С 1998 года по 1999 год являлся помощником депутата Государственной Думы.
В декабре 1999 года был избран депутатом Государственной Думы РФ третьего созыва по Энгельсскому одномандатному избирательному округу No 159 Саратовской области, являлся членом Комитета Государственной Думы по законодательству.
С декабря 2003 г. по декабрь 2007 г. работал помощником депутата Государственной Думы, одновременно в 2004—2006 годах был членом избирательной комиссии Саратовской области, в 2006—2007 годах — депутат Саратовской городской думы (Заместитель председателя постоянной комиссии по бюджетно-финансовым вопросам, экономике, использованию муниципальной собственности, местным налогам и сборам).
В 2004—2008 годах был заместителем председателя Центральной контрольно-ревизионной комиссии КПРФ, в 2008—2013 гг. — членом Президиума ЦКРК КПРФ, до 2017 г. - членом ЦКРК КПРФ.
С декабря 2007 года — депутат Саратовской областной думы. Член Совета Думы, заместитель председателя комитета по Регламенту и организации работы Саратовской областной Думы, член комитета по бюджету и налогам, член комитета по вопросам местного самоуправления, руководитель фракции «КПРФ».
В октябре 2012 года избран депутатом Саратовской областной думы V созыва. В новом созыве вошёл в Совет Думы, стал заместителем председателя комитета по экономической политике, собственности и земельным отношениям, членом комитета по социальной политике, членом комитета по государственному строительству, секретарём мандатной комиссии, а также формально является руководителем фракции «КПРФ» (и её единственным членом). Срок полномочий истёк в сентябре 2017 года, в новый созыв областной думы не баллотировался.
В настоящее время[какое?] — второй секретарь Саратовского обкома КПРФ, член Координационного Совета Российского Союза Юристов.